# Grande Blasket
Il Grande Blasket (Great Blasket in lingua inglese, An Blascaod Mór /ən blasˈkeːd ˈmuər/ in gaelico irlandese, che è l'unico nome ufficiale) è l'isola principale è maggiore delle isole Blasket, poco al largo del Kerry, in Irlanda. Dista dalla terraferma, precisamente da An Dún Mór nel villaggio Dún Chaoin, 2 km, e si estende per 6 a sudovest, raggiungendo un'altitudine massima di 292 metri nell'altura di Croaghmore. L'isola, conosciuta localmente anche come an t-oileán (l'isola) o an t-Oileán Thiar (l*isola dell'Ovest) fu abitata fino al 1953, anno in cui il governo irlandese decise di sfollarla per problemi di sicurezza della popolazione rimanente. Tuttavia in estate e primo autunno ospita una popolazione temporanea, consistente in traghettatori, addetti di alberghi e turisti.
Il Grande Blasket è stata il luogo d'ispirazione di famose opere letterarie in lingua gaelica di autori come Tomás Ó Criomhthain, Peig Sayers e Muiris Ó Súilleabháin. Oggi, una delle case in cui Peig Sayers visse è stata restaurata ed adibita ad ostello e tea shop.

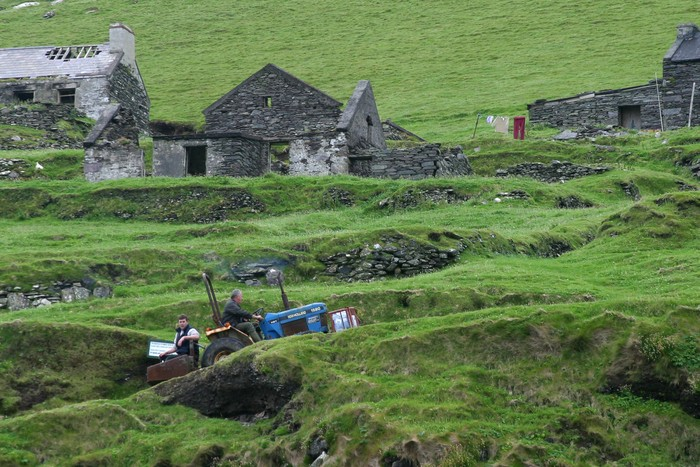
Case abbandonate e non su Grande Blasket
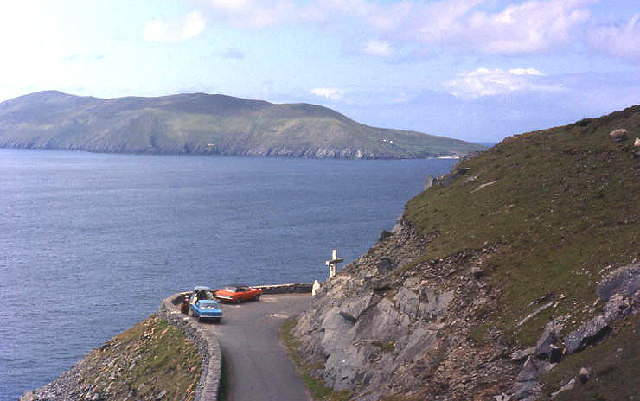
Grande Blasket da Slea Head